# دهستان سلوک
دهستان سلوک یکی از دهستان‌های استان آذربایجان شرقی است که در بخش مرکزی شهرستان هشترود واقع شده‌است.